# Paracyphoniscus meggiolazoi
Paracyphoniscus meggiolazoi is een pissebed uit de familie Trichoniscidae. De wetenschappelijke naam van de soort is voor het eerst geldig gepubliceerd in 1958 door Alessandro Brian.